# 4،2-ثنائي أمينو البيريميدين
4،2-ثنائي أمينو البيريميدين عبارة عن مركب من المركبات الكيميائية العضوية التي تحوي مجموعتي أمين على حلقة البيريميدين.
وتشتمل على عدة أدوية مثبطة للدي هيدرو فولات ريدوكتاز مثل بيريميثامين وتريميتريكسات وبيريتريكسم بالإضافة إلى مضادات حيوية مثل تريميثوبريم.

## الخواص

### الاسم العلمي
2,4-Diaminopyrimidine; PYRIMIDINE-2,4-DIAMINE; 156-81-0; 2,4-Pyrimidinediamine; Pyrimidinediamine; Diaminopyrimidine

### الصيغة الكيميائية
C4H6N4

### الوزن الجزئي
110.11724 g/mol

## آلية العمل
هي مثبطات قوية من دي هايدروفولات ردوكتس للثدييات وأيضا تمنع نمو الخلايا المستزرعة بفعالية كفاعلية دواء الميثوتريكسيت  (MTX).